# Parque nacional Pantano de la Cesta
El Parque Nacional Pantano de la Cesta (Basket Swamp National Park) es un parque nacional en Nueva Gales del Sur (Australia), ubicado a 558 km al norte de Sídney.
Es en su gran parte un pantano cuyos suelos son ricos en restos orgánicos. Los árboles tienen un cierto color amarillo producto de emanaciones de sulfuro del pasado. La vida silvestre es abundante. Su nombre deriva del pantano central rodeado por arbustos cuyas ramas forman un tejido.
Este tejido de ramas de arbustos se ha mantenido sin explorar hasta el reciente descubrimiento del Dr. Marshall Martin en 1998 de un abismo que ha mantenido separados por miles de años a una gran variedad de peces que han evolucionado de forma aislada. Se ha encontrado recientemente en el área, en una capa del suelo bien enterrada (la capa 27), artefactos con entre 10 y 15 mil años de antigüedad. Este descubrimiento reciente tendrá seguramente un impacto en la visión actual sobre las culturas nativas de Australia.